# Флаг Крыма
Флаг Крыма (Государственный флаг Республики Крым/флаг Автономной Республики Крым) (укр. Прапор Автономної Республіки Крим, крымскотат. Къырым Мухтар Джумхуриетининъ байрагъы/Qırım Muhtar Cumhuriyetiniñ bayrağı) представляет собой полотнище, состоящее из трёх горизонтально расположенных полос: верхней — синего цвета, составляющей 1/6 ширины флага; средней — белого цвета, составляющей 2/3 ширины флага; нижней — красного цвета, составляющей 1/6 ширины флага.

## История
Флаг первоначально был утверждён 24 сентября 1992 года как государственный флаг Республики Крым.
21 апреля 1999 года указанный закон был отменён, а крымский флаг образца 1992 года был утверждён флагом Автономной Республики Крым.
После одностороннего провозглашения независимой Республики Крым и её аннексией Россией флаг АР Крым продолжал использоваться в качестве флага новообразованной республики без официального подтверждения. 5 июня 2014 года Государственный Совет Республики Крым принял закон, подтвердивший символы АРК, в том числе флаг, в качестве символов Республики Крым в составе Российской Федерации. Этим же актом парламент республики отменил акты АР Крым о символике автономии.
Предложенные варианты флага (1992 г.)

## Описание
При поднятии флага Крыма в вертикальном положении слева должна быть расположена синяя полоса, посередине — белая, справа — красная.
Ширина флага равна одному метру, длина — двум метрам, длина древка флага — трём целым и четырём десятым метра.
Флаг Крыма или его изображение может быть и других размеров, однако во всех случаях отношение ширины флага к его длине должно быть выдержано в масштабе 1:2, а отношение длины флага к длине древка флага — в масштабе 1:1,7.
Флаг Крыма и его изображение всегда должны соответствовать цветному эталонному изображению флага.

## Связанные флаги

Флаг Социалистической советской республики Тавриды
Флаг Крымского краевого правительства
Военно-морской флаг Крымского краевого правительства
Флаг Крымской АССР (1921 г.)
Флаг Крымской АССР (1937 г.)
Флаг Крымской АССР (1938 г.)
Флаг Крымской народной (демократической) республик и крымских татар